# بايرن ميونخ لكرة السلة
نادي بايرن ميونخ لكرة السلة (بالألمانية: FC Bayern München Basketball GmbH) هو فريق كرة سلة ألماني وهو جزء من نادي بايرن ميونخ تأسس في 1946 يقع في ميونخ، ألمانيا. يلعب في الدوري الألماني لكرة السلة والدوري الأوروبي لكرة السلة.

## وصلات خارجية
- الموقع الإلكتروني